# Xenoxybelis
Xenoxybelis – rodzaj węży z podrodziny ślimaczarzy (Dipsadinae) w obrębie rodziny połozowatych (Colubridae).

## Rozmieszczenie geograficzne
Rodzaj obejmuje gatunki występujące w Ameryce Południowej (Kolumbia, Ekwador, Peru, Boliwia, Brazylia, Wenezuela, Gujana Francuska, Gujana i Surinam).

## Systematyka
Rodzaj zdefiniowała w 1993 roku brazylijska zoolożka Silvia Rodrigues Machado, w artykule zatytułowanym Nowy rodzaj amazońskiego węża (Xenondotinae: Alsophiini), opublikowanym w czasopiśmie „Acta Biologica Leopoldensia”. Gatunkiem typowym jest (oryginalne oznaczenie) X. argenteus.

### Etymologia
Xenoxybelis: gr. ξενος xenos ‘obcy, dziwny’; rodzaj Oxybelis Wagler, 1830.

### Podział systematyczny
Do rodzaju należą następujące gatunki:
- Xenoxybelis argenteus (Daudin, 1803)
- Xenoxybelis boulengeri (Procter, 1923)